# Heleioporus
A Heleioporus a kétéltűek osztályának békák (Anura) rendjébe és a mocsárjáróbéka-félék (Limnodynastidae) családjába tartozó nem. A nemet az AmphibiaWeb a Myobatrachidae család Limnodynastinae alcsaládjába sorolja. 

## Elterjedése
A nembe tartozó fajok Ausztráliában, azon belül Nyugat-Ausztrália déli, Új-Dél-Wales délnyugati és Victoria állam keleti részén honosak.

## Rendszerezés
A nembe az alábbi fajok tartoznak:
- Heleioporus albopunctatus Gray, 1841
- Heleioporus australiacus (Shaw & Nodder, 1795)
- Heleioporus barycragus Lee, 1967
- Heleioporus eyrei (Gray, 1845)
- Heleioporus inornatus Lee & Main, 1954
- Heleioporus psammophilus Lee & Main, 1954